# Zdeno Štrba
Zdeno Štrba (* 9. Juni 1976 in Krásno nad Kysucou) ist ein ehemaliger slowakischer Fußballspieler.

## Vereinskarriere
Štrba begann mit dem Fußball bei seinem Heimatclub Tatran in seiner Geburtsstadt Krásno nad Kysucou im Kreis Žilina. In der Jugend wechselte er nach Banská Bystrica zum FK Dukla, wo er bis zum Alter von 21 Jahren blieb. Danach folgte der Wechsel zu Matador Púchov, wo er sich zum Stammspieler im zentralen defensiven Mittelfeld in der Corgoň liga entwickelte. 
Einen Karrieresprung erlebte er 2003. Anfang des Jahres nahm ihn der amtierende Meister MŠK Žilina unter Vertrag. Am 13. Februar 2003 bestritt er seine erste Partie für die Nationalmannschaft. Mit Žilina verteidigte er im selben Jahr die Meisterschaft, was sie in der darauf folgenden Saison noch einmal wiederholen konnten. Es folgten fünf weitere erfolgreiche Jahre bei dem nordslowakischen Spitzenklub mit einer weiteren Meisterschaft und drei Vizemeisterschaften. Als erste slowakische Mannschaft erreichte der MŠK Žilina 2008/09 die Hauptrunde des UEFA-Pokals. Danach entschloss sich Zdeno Štrba mit 32 Jahren noch einmal zu einem Wechsel ins Ausland. Er schloss sich dem griechischen Super-League-Verein Skoda Xanthi an und erwies sich auch dort von Anfang an als wertvolle Mittelfeldstütze. Im Dezember 2010 hat er beim MŠK Žilina einen Vertrag für 18 Monate unterschrieben.

## Nationalmannschaft
Auch in der Nationalmannschaft war Zdeno Štrba zum Führungsspieler geworden und spielte eine wichtige Rolle bei der erstmaligen Qualifikation der Slowakei für eine Weltmeisterschaft. Entsprechend war er in Südafrika 2010 auch im WM-Aufgebot der Slowakei als Stammspieler gesetzt. Er spielte in allen drei Spielen der Vorrunde und zog dank eines überraschenden Sieges seiner Mannschaft gegen Italien in das Achtelfinale ein. Im Oktober 2010 erklärte Štrba seinen Rücktritt aus der Nationalmannschaft.

## Titel / Erfolge
- Slowakischer Meister 2003, 2004 und 2007 mit MŠK Žilina
- Slowakischer Vizemeister 2005, 2008 und 2009 mit MŠK Žilina
- Achtelfinale mit der Slowakei bei der Fußball-Weltmeisterschaft 2010